# 1972年札幌オリンピックのノルディック複合競技
1972年札幌オリンピックのノルディック複合競技（1972ねんさっぽろオリンピックのノルディックふくごうきょうぎ）は2月4日に宮の森ジャンプ競技場で前半ジャンプ70m級、2月5日に西岡距離競技場で後半クロスカントリー15kmが行われた。

## 試合結果
- 40人がエントリー、39人が完走した。
- 東ドイツのルックは前半ジャンプでは17位だったが後半クロスカントリーで1位の快走を見せ、銅メダルを獲得した。
- 金メダルを獲得したベーリンクは70年代最強のコンバインダーとして以後オリンピック3連覇を達成する。
- 5位の勝呂は翌日メダルを独占することになるジャンプ勢に先駆け、オリンピックのノルディックスキーにおいて日本初の入賞選手となった。

| 順位 | 国・地域         | 氏名                     | 記録                      |
| ---- | ---------------- | ------------------------ | ------------------------- |
| 金   | 東ドイツ         | ウルリヒ・ベーリンク     | 413.340（JP4位、CC3位）   |
| 銀   | フィンランド     | ラウノ・ミエッティネン   | 405.505（JP2位、CC15位）  |
| 銅   | 東ドイツ         | カール＝ハインツ・ルック | 398.800（JP17位、CC1位）  |
| 4    | フィンランド     | エルッキ・キルピネン     | 391.845（JP9位、CC4位）   |
| 5    | 日本             | 勝呂裕司                 | 390.200（JP6位、CC18位）  |
| 6    | チェコスロバキア | トマシュ・クチェラ       | 387.935（JP7位、CC14位）  |
| 7    | ソビエト連邦     | アレクサンドル・ノッソフ | 387.730（JP3位、CC27位）  |
| 8    | ノルウェー       | コーレ・オーラヴ＝ベルク | 384.800（JP16位、CC7位）  |
| 9    | 東ドイツ         | ギュンター・デッケルト   | 382.970（JP12位、CC10位） |
| 10   | 西ドイツ         | ラルフ・ペーラント       | 381.195（JP22位、CC5位）  |
| 13   | 日本             | 中野秀樹                 | 375.055（JP1位、CC39位）  |
| 15   | 日本             | 荒谷一夫                 | 374.040（JP5位、CC34位）  |
| 24   | 日本             | 佐々木信孝               | 359.945（JP8位、CC37位）  |